# الدول الخلف

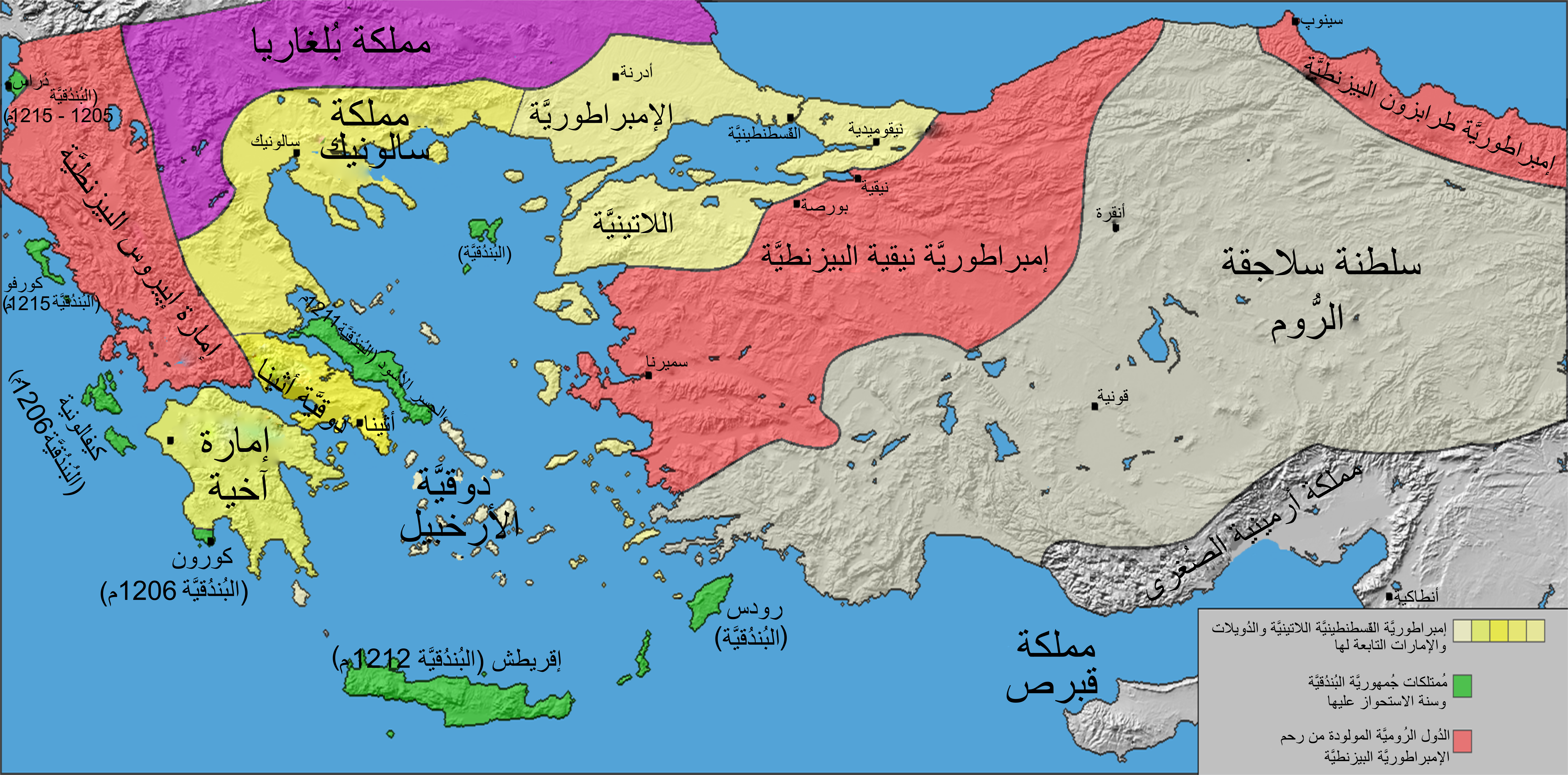

خلافة (أو وراثة) الدول هي نظرية وممارسات العلاقات الدولية فيما يتعلق بالدول الوارثة. الدولة الخلف (أو الوريثة) هي دولة ذات سيادة على إقليم وسكان كانوا في السابق تحت سيادة دولة سابقة. هذه النظرية بدأت جذورها في دبلوماسية القرن التاسع عشر. عادةً ما تكتسب الدولة الخلف شخصية قانونية دولية جديدة غير تلك كانت للدولة السابقة.

## خلافة الدولة الجزئي والشامل
يمكن لخلافة الدول أن تكون خلافة الدولة جزئية أو شاملة. تحدث الخلافة الشاملة للدولة عندما تذهب الدولة السابقة بالكامل من الوجود ويتم استبدال سيادتها بدولة واحدة أو أكثر من الدول الخلف. أم الخلافة الجزئية فتحدث عندما تستمر الدولة السابقة في الوجود ولكن بعد أن تكون قج فقدت السيطرة على جزء من أراضيها.
مثال على خلافة الدولة الشاملة هو تفكك تشيكوسلوفاكيا . لم يطالب أي من الطرفين بأي إبقاء للدولة السابقة تشيكوسلوفاكيا: فكل من الجمهورية التشيكية وسلوفاكيا كانتا دولتين خلفيتين جديدتين مستقلتين.

## حقوق والتزامات الدول الخلف
نتيجة لاكتساب شخصية دولية، تنشأ خلافة الدول مسألة صعبة فيما يتعلق بالحقوق والالتزامات المتعلقة بالمعاهدات. قد تشير الخلافة إلى نقل الحقوق والالتزامات و/أو الملكية من حالة سابقة (الدولة السابقة) إلى الحالة الجديدة (الدولة الخلف). وقد تشير أيضاً إلى نقل الحقوق والالتزامات، والممتلكات التي قد تشمل أصول في الخارج (السفارات، الاحتياطيات النقدية، متحف القطع الأثرية)، والمشاركة في المعاهدات، والعضوية في المنظمات الدولية، و الديون. غالبًا ما تختار الدولة ما إذا كانت تريد أن تعتبر دولة خلف أم لا.

### اتفاقية فيينا بشأن خلافة الدول فيما يتعلق بالمعاهدات
في محاولة لتدوين قواعد خلافة الدول، تمت صياغة اتفاقية فيينا بشأن خلافة الدول فيما يتعلق بالمعاهدات في عام 1978. دخل حيز التنفيذ في 6 نوفمبر 1996. 22 دولة فقط هي حاليا أطراف في هذه الاتفاقية.

## تصنيف الحالات
عند تطبيق حالات الحصول على الاستقلال، ينبغي التمييز بين مختلف هذه الحالات، وذلك على الرغم من عدم وضوح الخط الفاصل بينها دومًا:
- تثير المعاهدات الثنائية ومتعددة الأطراف اعتبارات مختلفة بالضرورة.
- توجد معاهدات حقيقية ومعاهدات شخصية. تؤثر المعاهدات الحقيقية على الإقليم نفسه، مثل اتفاقيات الحدود أو منح حقوق العبور، التي يمكن أن تستمر بصرف النظر عن شخصية الدولة. يجب على الدولة الجديدة الاستيلاء على الدولة في الحالة التي تجدها فيها، إذ لا تستطيع الدولة الأم إعطاء أكثر مما تملك. يمكن وصف هذه المعاهدات بأنها «معاهدات تُنشئ التزامات محلية بحتة».

## استثناءات لحالات خلافة الدول المنظمة

### الإمبراطورية العثمانية / تركيا
هناك بعض الجدل حول ما إذا كانت جمهورية تركيا الحديثة هي دولة مستمرة إلى الإمبراطورية العثمانية أو خلفًا لها. قاتل الكيانان على الجانبين المتنافسين في حرب الاستقلال التركية (1919-1923) ، وحتى تعايشوا لفترة وجيزة كوحدات إدارية منفصلة (في حالة الحرب مع بعضهم البعض): تركيا عاصمتها في أنقرة والإمبراطورية العثمانية من إسطنبول لكن هذا النوع من السيناريوهات شائع أيضًا في الحروب الأهلية . فالفصيل القومي، بقيادة مصطفى كمال الذي انشق عن الجيش العثماني بعد إستسلام الأخير أمام الحلفاء، أسس الجمهورية الحديثة كدولة قومية (أو نظام حكومي جديد) بهزيمة العناصر المعارضة في حرب الاستقلال. لا يزال هناك جدل حول ما إذا كانت حرب الاستقلال التركية حرب استقلال، أو حرب أهلية أدت إلى تغيير النظام.

### أفغانستان
أصبحت دولة طالبان في أفغانستان (إمارة أفغانستان الإسلامية) هي الحكومة الفعلية لكل البلاد تقريبًا في منتصف تسعينيات القرن العشرين، ولكن التحالف الشمالي الأفغاني كان ما يزال مُعترفًا به من قبل العديد من الدول، بل واحتفظ بمقعده في الأمم المتحدة.

### الصين
تأسست جمهورية الصين الشعبية (PRC) في عام 1949 في بر الصين الرئيس، مُدعيةً الخلافة من جمهورية الصين (ROC). ومع ذلك، لن تعترف العديد من الدول بخلافة جمهورية الصين الشعبية التي تمثل دولة «الصين» أساسًا؛ وذلك بسبب سياسات الحرب الباردة، وبسبب استمرار جمهورية الصين في الوجود في جزيرة تايوان وغيرها من الجزر، مثل بسكادورز، وكنمن، وماستو، وبراتاس، وتيبينغ.
حافظت جمهورية الصين في تايوان -على الرغم من هذا الوضع- على عضويتها باعتبارها «الصين» في الأمم المتحدة، بل وحافظت على مقعد دائم في مجلس الأمن الدولي. ومع ذلك، مُنحت جمهورية الصين الشعبية مقعد «الصين» في الأمم المتحدة ومجلس الأمن في عام 1971، بدلًا من جمهورية الصين التي سُحب الاعتراف بها وطُرد ممثلوها غير القانونيين الذين أرسلتهم. وقد تم ذلك الأمر من خلال اعتماد قرار الجمعية العامة 2758.
بدأت جمهورية الصين الشعبية بممارسة السيادة على بر الصين الرئيس اعتبارًا من عام 2014، في الوقت الذي لم تعترف الأمم المتحدة فيه بجمهورية الصين، التي تمارس السيادة على منطقة تايوان. ادّعى كل من جمهورية الصين وجمهورية الصين الشعبية أنهما الحكومة الشرعية الوحيدة لكل من البر الرئيس وتايوان، بل وادّعت جمهورية الصين أيضًا أن جمهورية الصين الشعبية لم تطالب بالأراضي الحدودية، وأبرزها منغوليا (الخارجية).

### أيرلندا
انفصلت أيرلندا التي كانت تسمى آنذاك الدولة الأيرلندية الحرة، عن المملكة المتحدة في عام 1922. اتخذت الدولة الجديدة وجهة نظر مفادها أنه عندما تأتي دولة جديدة إلى حيز الوجود بعد أن كانت في السابق جزءًا من دولة أقدم، فإن قبولها لعلاقات المعاهدة التي أنشأتها الدولة الأقدم هو أمر يجب على الدولة الجديدة أن تحدده بإعلان صريح، أو عن طريق معيار السلوك في حالة كل معاهدة فردية.
في الواقع، اعتبر الأيرلنديون أن معاهدات المملكة المتحدة التجارية والإدارية -التي كانت تنطبق سابقًا على أراضي الدولة الأيرلندية الحرة- ستبقى سارية.

### إسرائيل
اعتبرت إسرائيل -بموجب وثيقة إعلان قيام دولة إسرائيل- أنها أنشأت شخصية دولية جديدة، وبدأت صفحة بيضاء، وكانت ملزمة فقط بالالتزامات الدولية السابقة التي تؤثر على المنطقة، بالطريقة التي تقبل بها إسرائيل.

### كمبوتشيا الديمقراطية / كمبوديا
شغلت كمبوتشيا الديمقراطية، بقيادة بول بوت، مقر الأمم المتحدة في البلاد سنوات عديدة، وذلك عندما هُمّشت عسكريًا من قبل جمهورية كمبوتشيا الشعبية المدعومة من قبل الفيتناميين، أما الآن فهي محتجزة في مملكة كمبوديا.

### كوريا
يُعتبر دمج الإمبراطورية الكورية في إمبراطورية اليابان من عام 1910 حتى 1945، من المبادئ المهمة للولاية الحديثة لجمهورية كوريا، وكان هذا ن بمثابة احتلال غير قانوني.
ادعت جمهورية كوريا تَتَابُع وضعها قبل عام 1910 بشكل مباشر، وذلك في عام 1919 عندما شُكلت الحكومة المؤقتة لجمهورية كوريا. بل وادّعت في عام 1948 أن جمهورية كوريا الحديثة التي تشكلت، كانت مطابقة لحكومة جمهورية كوريا المؤقتة، وأن جمهورية كوريا المؤقتة قد خلفت الإمبراطورية الكورية.
استأنفت كوريا الجنوبية عضويتها في المنظمات الدولية، مثل الاتحاد البريدي العالمي، وأعادت تأكيد أن معاهدات ما قبل عام 1910 ما تزال سارية.
تعتبر كوريا الشمالية أيضًا أن دمج الإمبراطورية الكورية في إمبراطورية اليابان من عام 1910 وحتى عام 1945، هو احتلال غير قانوني.

### باكستان
ادعت باكستان عندما أصبحت حكومة مستقلة، أنها أصبحت تلقائيًا عضوًا في الأمم المتحدة، وذلك لأن الهند البريطانية كانت عضوًا مؤسسًا في الأمم المتحدة على من وضعها الاستعماري. ومع ذلك، أعربت الأمانة العامة للأمم المتحدة عن الرأي التالي:
من وجهة نظر القانون الدولي، فإن الموقف الحاصل هو الوضع الذي ينفصل فيه جزء من الدولة القائمة ويصبح دولة جديدة. لا يوجد تغيير في الوضع الدولي للهند وفق هذا التحليل؛ إذ تستمر بصفتها دولة مع جميع الحقوق والالتزامات القائمة بموجب المعاهدة، وبالتالي مع جميع الحقوق والالتزامات العضوية في الأمم المتحدة. ستكون المنطقة التي تنفصل -باكستان- هي الدولة الجديدة، ولن تتمتع بحقوق والتزامات معاهدة الدولة القديمة، ولن يكون لها عضوية في الأمم المتحدة بالطبع. من وجهة نظر القانون الدولي، فإن الموقف مماثل لفصل الدولة الأيرلندية الحرة وبريطانيا وبلجيكا عن هولندا. في هذه الحالات، يُعتبر الجزء المنفصل هو الدولة الجديدة، ويستمر الجزء القديم المتبقي بصفته دولة قائمة بجميع الحقوق والواجبات التي امتلكتها من قبل.

### الاتحاد السوفيتي
ميزت الاتفاقية الدولية منذ نهاية الحرب الباردة بين حالتين خاصتين، حيث تسعى هذه الدولة الخلف إلى الحصول على هذه الامتيازات، علمًا أنه قد تتولى الدول الخلف اسم سلفها أو منصبها الدولي في الحالة الأولى فقط.
نشأت المجموعة الأولى من المُلابسات عند تفكك اتحاد الجمهوريات السوفيتية الاشتراكية (USSR) في عام 1991. أعلن الاتحاد الروسي -وهو أحد الجمهوريات المكونة لهذا الاتحاد- نفسه «الدولة المستمرة لاتحاد الجمهوريات الاشتراكية السوفيتية»، وذلك على أساس أنه يحتوي على 51% من سكان الاتحاد السوفيتي و77% من أراضيها. نتيجةً لذلك، وافقت روسيا على أنها ستحصل على مقعد الاتحاد السوفيتي بصفتها عضوًا دائمًا في مجلس الأمن التابع للأمم المتحدة، وقد قُبل هذا الأمر من قبل بقية دول اتحاد الجمهوريات السوفيتية الاشتراكية السابقة، في رسالة مؤرخة بتاريخ 24 كانون الأول / ديسمبر عام 1991.
أبلغ بوريس يلستن -رئيس الاتحاد الروسي آنذاك- الأمينَ العام أن عضوية الاتحاد السوفيتي في مجلس الأمن وجميع أجهزة الأمم المتحدة الأخرى، يواصلها الاتحاد الروسي بدعم من البلدان الإحدى عشر الأعضاء في الاتحاد الروسي. أصبحت جميع السفارات السوفيتية سفارات روسية.